# (3852) Glennford
(3852) Glennford es un asteroide perteneciente al cinturón de asteroides, descubierto el 24 de febrero de 1987 por Henri Debehogne desde el Observatorio de La Silla, Chile.

## Designación y nombre
Designado provisionalmente como 1987 DR6. Fue nombrado Glennford en honor al actor canadiense de cine Glenn Ford.